# Sulzschnee
Sulzschnee (regional auch Sulchschnee) ist die Bezeichnung für Schnee einer bestimmten Konsistenz: Durch Erwärmung einer Schneedecke auf ca. 0 Grad bei Warmlufteinbruch, Regen oder Sonneneinstrahlung entsteht auf der Oberfläche der Eiskristalle ein Wasserfilm. Durch mehrmaliges Schmelzen und Wiedergefrieren entsteht grobkörniger Sulzschnee mit einem Korndurchmesser größer als 1 mm.
Sämtliche Neu- und Altschneekristalle können direkt – ohne Umweg über die ab- und aufbauende Umwandlung – in Sulzschnee umgewandelt werden. An der Oberfläche der Schneedecke entsteht durch Sonneneinstrahlung oder Regen häufig Schmelzharsch, der eine harte Zwischenschicht bildet, wenn er eingeschneit wird. Mindestens einjähriger Sulzschnee wird Firn genannt (vom schweizerischen färn = vorjährig).